# 阿里丘瓦山 (卡魯馬斯-坎達拉韋)
16°51′56″S 70°27′03″W / 16.86556°S 70.45083°W
阿里丘瓦山（Arichua），是秘魯的山峰，位於該國南部莫克瓜大區和塔克納大區，由卡魯馬斯區和坎達拉韋區負責管轄，屬於安地斯山脈的一部分，海拔高度4,800米。